# Alexander Heisler

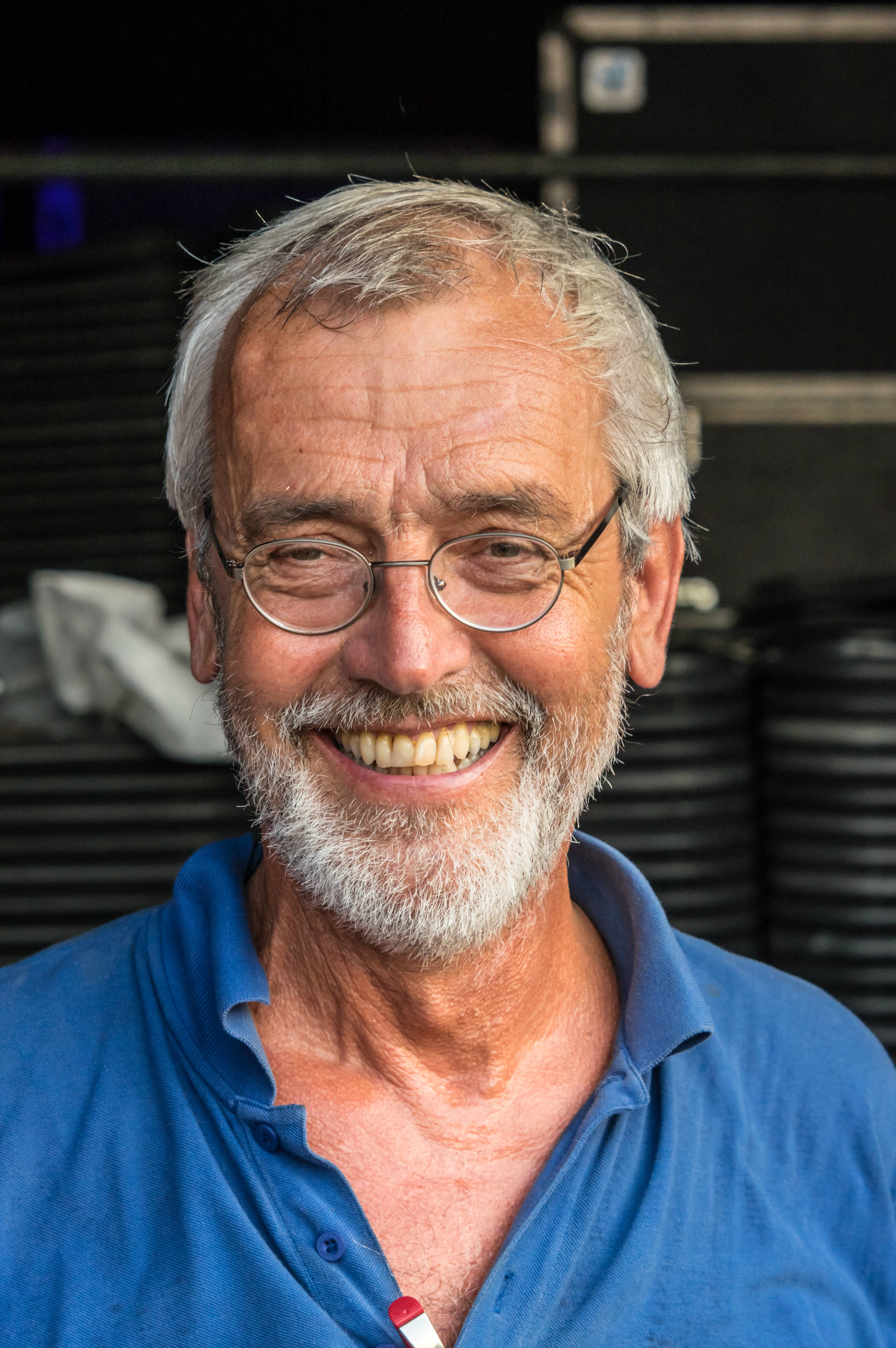
Alexander Heisler auf dem ZMF 2015

Alexander Heisler (* 21. Juni 1949 in Königsfeld im Schwarzwald) ist ein deutscher Konzertveranstalter, Begründer des Zelt-Musik-Festivals in Freiburg und Arzt.

## Leben
Heisler stammt aus einer Familie von Landärzten und ist ein Enkel von August Heisler. Nach dem Abitur 1969 studierte er Jura, Journalistik und Verhaltensforschung an der Universität München. 1970 nahm er das Studium der Medizin an der Universität Freiburg auf. In dieser Zeit war er auch Filmassistent bei Walter Frentz, dem Kameramann von Leni Riefenstahl. Zudem war er bei den Olympischen Sommerspielen in München 1972 persönlicher Assistent des damaligen IOC-Vizepräsidenten und Präsidenten des Organisationskomitees, David Cecil, 6. Marquess of Exeter.
In Freiburg gründete er 1972 die Audimax Klassik- und Jazzkonzerte Freiburg, bevor er 1983 das Zelt-Musik-Festival ins Leben rief, für das ihm von Roncalli-Chef Bernhard Paul Zelte geliehen wurden und das mit internationalen Stars (u. a. Chuck Berry, Bob Geldof, Chris de Burgh oder Ben Harper) in den folgenden Jahren hunderttausende Besucher anzog. Er leitete das Zelt-Musik-Festival bis 2006, als wegen der Fußball-Weltmeisterschaft 2006 nur 36.000 Besucher kamen, was zu hohen finanziellen Verlusten und letztlich zur Insolvenz des Trägervereins führte. Das Festival fand jedoch auch in den Folgejahren weiter statt und Heisler ist nach wie vor Gesellschafter und Berater des ZMF.
Heisler pflegt Freundschaften mit zahlreichen Künstlern, die meist auch bei seinem Zelt-Musik-Festival in Freiburg auftraten, so mit Perry Robinson, Konstantin Wecker, Cab Calloway oder Chick Corea. Sein Sohn ist der Freiburger Schlagzeuger Frederik Heisler.
Seit 1986 praktiziert Heisler als Arzt für Allgemeinmedizin in Teningen.

## Ehrungen
- 1989: Kulturpreis der Württembergischen Hypothekenbank
- 1992: Regio Initiativpreis
- 2001: Verdienstmedaille des Landes Baden-Württemberg[5]
- 2019: Freiburger Entrepreneurpreis